# Biathlon na Zimowych Igrzyskach Olimpijskich 2006 – bieg indywidualny mężczyzn
Bieg indywidualny mężczyzn podczas Zimowych Igrzyskach Olimpijskich 2006 odbył się 11 lutego w Cesana San Sicario. Był on pierwszą konkurencją biathlonową, która została rozegrana podczas tych igrzysk. Do startu w biegu zgłoszonych zostało 89 zawodników, jednak Mihail Gribușencov nie pojawił się na starcie.
Złoty medal zdobył reprezentant Niemiec Michael Greis, który podczas całego biegu oddał jeden niecelny strzał. Na linii mety miał on 16 sekund przewagi nad drugim – Ole Einarem Bjørndalenem. Norweg popełnił dwa błędy na strzelnicy, podobnie jak trzeci na mecie jego rodak Halvard Hanevold.
Po zakończeniu igrzysk wszczęto postępowanie dyscyplinarne wobec austriackiego zawodnika Wolfganga Pernera. 24 kwietnia 2007 roku Komisja Dyscyplinarna Międzynarodowego Komitetu Olimpijskiego podjęła decyzję o jego dyskwalifikacji, jednocześnie anulując jego wyniki zdobyte podczas pozostałych konkurencji Zimowych Igrzysk Olimpijskich 2006. Przyczyną dyskwalifikacji było znalezienie w jego domu oraz w domu innego reprezentanta Austrii – Wolfganga Rottmanna m.in. substancji i urządzeń do przetaczania krwi.

## Tło
Przed Zimowymi Igrzyskami Olimpijskimi 2006 w Turynie w ramach pucharu świata sezonie 2005/2006 odbyły się dwa biegi indywidualne. Zawodnicy rywalizowali wcześniej w austriackim Hochfilzen oraz słowackiej miejscowości Brezno-Osrblie. W pierwszych zawodach zwyciężył Francuz Raphaël Poirée. Drugie miejsce zajął Norweg Ole Einar Bjørndalen, a trzecie Niemiec Michael Greis. W zawodach na Słowacji, zwyciężył niemiecki zawodnik – Sven Fischer. Na kolnych stopniach podium uplasowali się kolejno: Rosjanin Maksim Czudow oraz Niemiec Michael Rösch.
W sezonie poprzedzającym igrzyska rozegrane zostały mistrzostwach świata, podczas których w biegu pościgowym zwyciężył Czech Roman Dostál. Srebrny medal zdobył Michael Greis, a brązowy Ricco Groß z Niemiec. Mistrzostwa olimpijskiego z 2002 roku bronił Ole Einar Bjørndalen. Podczas zawodów w Salt Lake City drugie miejsce zajął Niemiec Frank Luck, a trzecie Rosjanin Wiktor Majgurow. Na igrzyskach w Turynie w kadrze swoich reprezentacji nie znaleźli się jednak ani Frank Luck, ani Wiktor Majgurow.
| Data                                                              | Miejscowość                                     | Zwycięzca                                       | Zwycięzca                                       | Drugi                                           | Drugi                                           | Trzeci                                          | Trzeci                                          | Źródło                                          |
| Data                                                              | Miejscowość                                     | Czas                                            | Strzelanie                                      | Czas                                            | Strzelanie                                      | Czas                                            | Strzelanie                                      | Źródło                                          |
| Wyniki biegu indywidualnego w sezonie 2005/2006                   | Wyniki biegu indywidualnego w sezonie 2005/2006 | Wyniki biegu indywidualnego w sezonie 2005/2006 | Wyniki biegu indywidualnego w sezonie 2005/2006 | Wyniki biegu indywidualnego w sezonie 2005/2006 | Wyniki biegu indywidualnego w sezonie 2005/2006 | Wyniki biegu indywidualnego w sezonie 2005/2006 | Wyniki biegu indywidualnego w sezonie 2005/2006 | Wyniki biegu indywidualnego w sezonie 2005/2006 |
| ----------------------------------------------------------------- | ----------------------------------------------- | ----------------------------------------------- | ----------------------------------------------- | ----------------------------------------------- | ----------------------------------------------- | ----------------------------------------------- | ----------------------------------------------- | ----------------------------------------------- |
| 8 grudnia                                                         | Hochfilzen                                      | Raphaël Poirée                                  | Raphaël Poirée                                  | Ole Einar Bjørndalen                            | Ole Einar Bjørndalen                            | Michael Greis                                   | Michael Greis                                   | [ 3 ]                                           |
| 8 grudnia                                                         | Hochfilzen                                      | 53:48,6                                         | 0+0+0+0                                         | 53:58,9                                         | 1+0+0+0                                         | 54:01,4                                         | 0+0+1+0                                         | [ 3 ]                                           |
| 15 grudnia                                                        | Brezno-Osrblie                                  | Sven Fischer                                    | Sven Fischer                                    | Maksim Czudow                                   | Maksim Czudow                                   | Michael Rösch                                   | Michael Rösch                                   | [ 4 ]                                           |
| 15 grudnia                                                        | Brezno-Osrblie                                  | 46:01,5                                         | 0+0+0+0                                         | 47:17,1                                         | 0+0+0+0                                         | 47:45,4                                         | 0+0+1+0                                         | [ 4 ]                                           |
| Wyniki biegu indywidualnego na mistrzostwach świata 2005          |                                                 |                                                 |                                                 |                                                 |                                                 |                                                 |                                                 |                                                 |
| 9 marca                                                           | Hochfilzen                                      | Roman Dostál                                    | Roman Dostál                                    | Michael Greis                                   | Michael Greis                                   | Ricco Groß                                      | Ricco Groß                                      | [ 5 ]                                           |
| 9 marca                                                           | Hochfilzen                                      | 1:00:24,5                                       | 0+0+0+1                                         | 1:00:33,9                                       | 0+0+0+0                                         | 1:00:51,4                                       | 1+0+0+1                                         | [ 5 ]                                           |
| Wyniki biegu pościgowego na Zimowych Igrzyskach Olimpijskich 2002 |                                                 |                                                 |                                                 |                                                 |                                                 |                                                 |                                                 |                                                 |
| 11 lutego                                                         | Salt Lake City                                  | Ole Einar Bjørndalen                            | Ole Einar Bjørndalen                            | Frank Luck                                      | Frank Luck                                      | Wiktor Majgurow                                 | Wiktor Majgurow                                 | [ 6 ]                                           |
| 11 lutego                                                         | Salt Lake City                                  | 51:03,3                                         | 0+1+1+0                                         | 51:39,4                                         | 0+0+0+0                                         | 51:40,6                                         | 0+0+1+0                                         | [ 6 ]                                           |

Liderem klasyfikacji generalnej pucharu świata przed zawodami był Francuz Raphaël Poirée. Kolejne miejsca w klasyfikacji zajmowali reprezentanci Niemiec. Drugi był Michael Rösch, tracący do Poirée 28 punktów, a trzeci Sven Fischer, ze stratą 37 punktów. W klasyfikacji biegu indywidualnego prowadził Michael Greis. Niemiec miał niewielką, jedenastu punktową przewagę nad Raphaëlem Poirée. Trzeci w tej klasyfikacji, Alexander Wolf, tracił do lidera 15 punktów. Broniący tytułu mistrza olimpijskiego Ole Einar Bjørndalen w klasyfikacji generalnej pucharu świata zajmował 6. miejsce, a w zestawieniu najlepszych zawodników biegu indywidualnego był na 9. pozycji. Natomiast, mistrz świata z 2005 roku w tej konkurencji – Roman Dostál był odpowiednio na 27. i 33. miejscu.
| Klasyfikacja generalna pucharu świata | Klasyfikacja generalna pucharu świata | Klasyfikacja generalna pucharu świata | Klasyfikacja generalna pucharu świata | Klasyfikacja generalna pucharu świata |
| Pozycja                               | Zawodnik                              | Reprezentacja                         | Punkty                                | Strata                                |
| ------------------------------------- | ------------------------------------- | ------------------------------------- | ------------------------------------- | ------------------------------------- |
| 1.                                    | Raphaël Poirée                        | Francja                               | 404                                   | –                                     |
| 2.                                    | Michael Rösch                         | Niemcy                                | 376                                   | +28                                   |
| 3.                                    | Sven Fischer                          | Niemcy                                | 367                                   | +37                                   |
| 4.                                    | Michael Greis                         | Niemcy                                | 329                                   | +75                                   |
| 5.                                    | Alexander Wolf                        | Niemcy                                | 298                                   | +106                                  |
| Źródło:                               |                                       |                                       |                                       |                                       |

| Klasyfikacja biegu indywidualnego w sezonie 2005/2006 | Klasyfikacja biegu indywidualnego w sezonie 2005/2006 | Klasyfikacja biegu indywidualnego w sezonie 2005/2006 | Klasyfikacja biegu indywidualnego w sezonie 2005/2006 | Klasyfikacja biegu indywidualnego w sezonie 2005/2006 |
| Pozycja                                               | Zawodnik                                              | Reprezentacja                                         | Punkty                                                | Strata                                                |
| ----------------------------------------------------- | ----------------------------------------------------- | ----------------------------------------------------- | ----------------------------------------------------- | ----------------------------------------------------- |
| 1.                                                    | Michael Greis                                         | Niemcy                                                | 83                                                    | –                                                     |
| 2.                                                    | Raphaël Poirée                                        | Francja                                               | 72                                                    | +11                                                   |
| 3.                                                    | Alexander Wolf                                        | Niemcy                                                | 68                                                    | +15                                                   |
| 4.                                                    | Sven Fischer                                          | Niemcy                                                | 63                                                    | +20                                                   |
| 5.                                                    | Michael Rösch                                         | Niemcy                                                | 56                                                    | +27                                                   |
| Źródło:                                               |                                                       |                                                       |                                                       |                                                       |

## Przebieg rywalizacji
Opracowano na podstawie materiału źródłowego:
Podczas biegu zawodnicy mieli do pokonania 20 kilometrową trasę. Dystans został podzielony na pięć równych odcinków (okrążeń), każdy o długości czterech kilometrów.. Na czterech pierwszych okrążeniach biathloniści wykonywali strzelanie. Pierwsze i trzecie odbywało się w pozycji leżącej, a drugie i czwarte w pozycji stojącej. Zawodnicy na trasę ruszali w odstępach półminutowych, a czas każdego zawodnika mierzony był indywidualnie. Za każdy niecelny strzał do czasu zawodnika doliczana była dodatkowa minuta.

### Pierwsze okrążenie
Pierwszych dziesięciu zawodników po pierwszym strzelaniu:
| Lp. | Zawodnik                | Reprezentacja | Czas    | Strata  | Liczba doliczonych minut |
| --- | ----------------------- | ------------- | ------- | ------- | ------------------------ |
| 1.  | Rene Laurent Vuillermoz | Włochy        | 10:47,2 |         | 0                        |
| 2.  | Michael Greis           | Niemcy        | 10:49,7 | +2,5 s  | 0                        |
| 3.  | Maksim Czudow           | Rosja         | 10:55,3 | +8,1 s  | 0                        |
| 4.  | Zdeněk Vítek            | Czechy        | 10:57,7 | +10,5 s | 0                        |
| 5.  | Ricco Groß              | Niemcy        | 11:01,4 | +14,2 s | 0                        |
| 6.  | Siarhiej Nowikau        | Białoruś      | 11:04,6 | +17,4 s | 0                        |
| 7.  | Mattias Nilsson         | Szwecja       | 11:07,5 | +20,3 s | 0                        |
| 8.  | Julien Robert           | Francja       | 11:08,1 | +20,9 s | 0                        |
| 9.  | Marek Matiaško          | Słowacja      | 11:09,3 | +22,1 s | 0                        |
| 10. | Christian De Lorenzi    | Włochy        | 11:10,0 | +22,8 s | 0                        |

### Drugie okrążenie
Pierwszych dziesięciu zawodników po drugim strzelaniu:
| Lp. | Zawodnik                | Reprezentacja | Czas    | Strata       | Liczba doliczonych minut |
| --- | ----------------------- | ------------- | ------- | ------------ | ------------------------ |
| 1.  | Maksim Czudow           | Rosja         | 21:36,7 |              | 0+0                      |
| 2.  | Ricco Groß              | Niemcy        | 22:04,2 | +27,5 s      | 0+0                      |
| 3.  | Marek Matiaško          | Słowacja      | 22:11,4 | +34,7 s      | 0+0                      |
| 4.  | Christian De Lorenzi    | Włochy        | 22:11,6 | +34,9 s      | 0+0                      |
| 5.  | Julien Robert           | Francja       | 22:20,9 | +44,2 s      | 0+0                      |
| 6.  | Michael Greis           | Niemcy        | 22:32,5 | +55,8 s      | 0+1                      |
| 7.  | Iwan Czeriezow          | Rosja         | 22:37,3 | +1 min 0,6 s | 1+0                      |
| 8.  | Rene Laurent Vuillermoz | Włochy        | 22:41,2 | +1 min 4,5 s | 0+1                      |
| 9.  | Sven Fischer            | Niemcy        | 22:42,1 | +1 min 5,4 s | 1+0                      |
| 10. | Zdeněk Vítek            | Czechy        | 22:45,7 | +1 min 9 s   | 0+1                      |

### Trzecie okrążenie
Pierwszych dziesięciu zawodników po trzecim strzelaniu:
| Lp. | Zawodnik                | Reprezentacja | Czas    | Strata       | Liczba doliczonych minut |
| --- | ----------------------- | ------------- | ------- | ------------ | ------------------------ |
| 1.  | Marek Matiaško          | Słowacja      | 33:21,9 |              | 0+0+0                    |
| 2.  | Michael Greis           | Niemcy        | 33:33,4 | +11,5 s      | 0+1+0                    |
| 3.  | Ricco Groß              | Niemcy        | 33:34,3 | +12,4 s      | 0+0+0                    |
| 4.  | Christian De Lorenzi    | Włochy        | 33:34,6 | +12,7 s      | 0+0+0                    |
| 5.  | Iwan Czeriezow          | Rosja         | 33:45,6 | +23,7 s      | 1+0+0                    |
| 6.  | Rene Laurent Vuillermoz | Włochy        | 33:49,5 | +27,6 s      | 0+1+0                    |
| 7.  | Julien Robert           | Francja       | 33:52,4 | +30,5 s      | 0+0+0                    |
| 8.  | Ole Einar Bjørndalen    | Norwegia      | 33:56,4 | +34,5 s      | 1+1+0                    |
| 9.  | Pawieł Rostowcew        | Rosja         | 34:08,0 | +46,1 s      | 1+0+0                    |
| 10. | Wilfried Pallhuber      | Włochy        | 34:25,3 | +1 min 3,4 s | 1+0+0                    |

### Czwarte okrążenie
Pierwszych dziesięciu zawodników po czwartym strzelaniu:
| Lp. | Zawodnik             | Reprezentacja | Czas    | Strata        | Liczba doliczonych minut |
| --- | -------------------- | ------------- | ------- | ------------- | ------------------------ |
| 1.  | Michael Greis        | Niemcy        | 44:33,9 |               | 0+1+0+0                  |
| 2.  | Ole Einar Bjørndalen | Norwegia      | 44:56,6 | +22,7 s       | 1+1+0+0                  |
| 3.  | Julien Robert        | Francja       | 45:32,7 | +58,8 s       | 0+0+0+0                  |
| 4.  | Halvard Hanevold     | Norwegia      | 45:40,5 | +1 min 6,6 s  | 1+1+0+0                  |
| 5.  | Marek Matiaško       | Słowacja      | 45:44,9 | +1 min 11 s   | 0+0+0+1                  |
| 6.  | Siergiej Czepikow    | Rosja         | 45:46,8 | +1 min 12,9 s | 1+0+0+0                  |
| 7.  | Iwan Czeriezow       | Rosja         | 45:49,3 | +1 min 15,4 s | 1+0+0+1                  |
| 8.  | Christian De Lorenzi | Włochy        | 45:51,3 | +1 min 17,4 s | 0+0+0+1                  |
| 9.  | Wilfried Pallhuber   | Włochy        | 45:59,0 | +1 min 25,1 s | 1+0+0+0                  |
| 10. | Ricco Groß           | Niemcy        | 46:02,7 | +1 min 28,8 s | 0+0+0+1                  |

## Wyniki
Opracowano na podstawie materiału źródłowego:
| Pozycja | Nr | Zawodnik                | Reprezentacja            | Czas      | Pudła        | Strata   |
| ------- | -- | ----------------------- | ------------------------ | --------- | ------------ | -------- |
| 01 !    | 38 | Michael Greis           | Niemcy                   | 54:23,0   | 1 (0+1+0+0)  | –        |
| 02 !    | 57 | Ole Einar Bjørndalen    | Norwegia                 | 54:39,0   | 2 (1+1+0+0)  | +16,0    |
| 03 !    | 74 | Halvard Hanevold        | Norwegia                 | 55:31,9   | 2 (1+1+0+0)  | +1:08,9  |
| 4.      | 28 | Siergiej Czepikow       | Rosja                    | 55:32,7   | 1 (1+0+0+0)  | +1:09,7  |
| 5.      | 21 | Marek Matiaško          | Słowacja                 | 55:48,6   | 1 (0+0+0+1)  | +1:25,6  |
| 6.      | 35 | Julien Robert           | Francja                  | 55:59,4   | 0 (0+0+0+0)  | +1:36,4  |
| 7.      | 54 | Christian De Lorenzi    | Włochy                   | 56:04,0   | 1 (0+0+0+1)  | +1:41,0  |
| 8.      | 22 | Iwan Czeriezow          | Rosja                    | 56:05,7   | 2 (1+0+0+1)  | +1:42,7  |
| 9.      | 66 | Wilfried Pallhuber      | Włochy                   | 56:08,4   | 1 (1+0+0+0)  | +1:45,4  |
| 10.     | 31 | Jay Hakkinen            | Stany Zjednoczone        | 56:10,9   | 3 (2+0+1+0)  | +1:47,9  |
| 11.     | 4  | Ricco Groß              | Niemcy                   | 56:14,3   | 1 (0+0+0+1)  | +1:51,3  |
| 12.     | 8  | Paavo Puurunen          | Finlandia                | 56:38,9   | 1 (1+0+0+0)  | +2:15,9  |
| 13.     | 1  | Pawieł Rostowcew        | Rosja                    | 56:47,2   | 2 (1+0+0+1)  | +2:24,2  |
| 14.     | 52 | Kyōji Suga              | Japonia                  | 56:57,7   | 1 (1+0+0+0)  | +2:34,7  |
| 15.     | 48 | Frode Andresen          | Norwegia                 | 57:10,2   | 3 (1+1+1+0)  | +2:47,2  |
| 16.     | 64 | Stian Eckhoff           | Norwegia                 | 57:11,8   | 3 (2+0+0+1)  | +2:48,8  |
| 17.     | 63 | Sven Fischer            | Niemcy                   | 57:14,3   | 3 (1+0+1+1)  | +2:51,3  |
| 18.     | 61 | Rusłan Łysenko          | Ukraina                  | 57:16,6   | 1 (0+1+0+0)  | +2:53,6  |
| 19.     | 15 | Ilmārs Bricis           | Łotwa                    | 57:19,2   | 4 (1+1+0+2)  | +2:56,2  |
| 20.     | 9  | Raphaël Poirée          | Francja                  | 57:21,1   | 3 (2+0+1+0)  | +2:58,1  |
| 21.     | 19 | Tomasz Sikora           | Polska                   | 57:22,1   | 3 (1+1+1+0)  | +2:59,1  |
| 22.     | 67 | Zdeněk Vítek            | Czechy                   | 57:26,8   | 3 (0+1+1+1)  | +3:03,8  |
| 23.     | 5  | Carl Johan Bergman      | Szwecja                  | 57:30,9   | 3 (1+1+0+1)  | +3:07,9  |
| 24.     | 6  | Siarhiej Nowikau        | Białoruś                 | 58:02,6   | 3 (0+1+0+2)  | +3:39,6  |
| 25.     | 13 | Rene Laurent Vuillermoz | Włochy                   | 58:17,9   | 4 (0+1+0+3)  | +3:54,9  |
| 26.     | 70 | Friedrich Pinter        | Austria                  | 58:25,7   | 1 (0+0+0+1)  | +4:02,7  |
| 27.     | 79 | Lowell Bailey           | Stany Zjednoczone        | 58:45,1   | 3 (2+1+0+0)  | +4:22,1  |
| 28.     | 58 | Björn Ferry             | Szwecja                  | 58:49,0   | 4 (1+2+0+1)  | +4:26,0  |
| 29.     | 56 | Pavol Hurajt            | Słowacja                 | 58:49,6   | 3 (0+1+0+2)  | +4:26,6  |
| 30.     | 59 | Roman Dostál            | Czechy                   | 58:53,5   | 4 (1+2+0+1)  | +4:30,5  |
| 31.     | 43 | Simon Fourcade          | Francja                  | 59:01,7   | 3 (1+0+0+2)  | +4:38,7  |
| 32.     | 14 | Maksim Czudow           | Rosja                    | 59:12,0   | 5 (0+0+3+2)  | +4:49,0  |
| 33.     | 81 | Tomáš Holubec           | Czechy                   | 59:13,1   | 2 (1+1+0+0)  | +4:50,1  |
| 34.     | 2  | Vincent Defrasne        | Francja                  | 59:16,1   | 6 (3+1+0+2)  | +4:53,1  |
| 35.     | 83 | David Ekholm            | Szwecja                  | 59:18,2   | 2 (0+1+0+1)  | +4:55,2  |
| 36.     | 3  | Robin Clegg             | Kanada                   | 59:21,5   | 2 (1+0+0+1)  | +4:58,5  |
| 37.     | 55 | Jānis Bērziņš           | Łotwa                    | 59:24,3   | 2 (0+2+0+0)  | +5:01,3  |
| 38.     | 89 | Miroslav Matiaško       | Słowacja                 | 59:43,8   | 3 (3+0+0+0)  | +5:20,8  |
| 39.     | 47 | Andrij Deryzemla        | Ukraina                  | 59:47,2   | 3 (3+0+0+0)  | +5:24,2  |
| 40.     | 33 | Janez Marič             | Słowenia                 | 59:53,0   | 5 (2+2+1+0)  | +5:30,0  |
| 41.     | 20 | Ludwig Gredler          | Austria                  | 59:55,1   | 3 (0+3+0+0)  | +5:32,1  |
| 42.     | 41 | Michael Rösch           | Niemcy                   | 59:56,6   | 6 (2+0+1+3)  | +5:33,6  |
| 43.     | 46 | Władimir Draczow        | Białoruś                 | 59:59,5   | 4 (1+1+0+2)  | +5:36,5  |
| 44.     | 68 | Mattias Nilsson         | Szwecja                  | 1:00:01,1 | 5 (0+2+3+0)  | +5:38,1  |
| 45.     | 18 | Michal Šlesingr         | Czechy                   | 1:00:03,8 | 5 (1+0+2+2)  | +5:40,8  |
| 46.     | 86 | Rustam Waliullin        | Białoruś                 | 1:00:04,1 | 5 (2+1+0+2)  | +5:41,1  |
| 47.     | 51 | Matjaž Poklukar         | Słowenia                 | 1:00:07,6 | 3 (0+1+1+1)  | +5:44,6  |
| 48.     | 77 | Jean-Philippe Leguellec | Kanada                   | 1:00:28,0 | 3 (1+0+0+2)  | +6:05,0  |
| 49.     | 32 | Ołeksandr Biłanenko     | Ukraina                  | 1:00:28,6 | 3 (2+1+0+0)  | +6:05,6  |
| 50.     | 24 | Zhang Chengye           | Chińska Republika Ludowa | 1:00:49,1 | 7 (1+4+1+1)  | +6:26,1  |
| 51.     | 73 | Jeremy Teela            | Stany Zjednoczone        | 1:01:03,3 | 5 (1+0+1+3)  | +6:40,3  |
| 52.     | 44 | Matthias Simmen         | Szwajcaria               | 1:01:04,9 | 5 (2+0+0+3)  | +6:41,9  |
| 53.     | 23 | Wiesław Ziemianin       | Polska                   | 1:01:16,0 | 4 (2+0+1+1)  | +6:53,0  |
| 54.     | 82 | Aleksiej Korobiejnikow  | Ukraina                  | 1:01:17,8 | 4 (0+2+1+1)  | +6:54,8  |
| 55.     | 87 | Paolo Longo             | Włochy                   | 1:01:27,9 | 5 (0+2+1+2)  | +7:04,9  |
| 56.     | 76 | Dušan Šimočko           | Słowacja                 | 1:01:37,8 | 4 (1+0+2+1)  | +7:14,8  |
| 57.     | 49 | Tom Clemens             | Wielka Brytania          | 1:01:43,9 | 4 (0+1+1+2)  | +7:20,9  |
| 58.     | 42 | Tim Burke               | Stany Zjednoczone        | 1:01:55,0 | 7 (3+3+1+0)  | +7:32,0  |
| 59.     | 60 | Daniel Mesotitsch       | Austria                  | 1:01:59,7 | 5 (1+3+0+1)  | +7:36,7  |
| 60.     | 80 | Klemen Bauer            | Słowenia                 | 1:02:25,5 | 5 (0+1+3+1)  | +8:02,5  |
| 61.     | 25 | Witalij Rudenczyk       | Bułgaria                 | 1:02:30,0 | 6 (0+3+1+2)  | +8:07,0  |
| 62.     | 45 | Roland Lessing          | Estonia                  | 1:02:31,2 | 5 (3+0+1+1)  | +8:08,2  |
| 63.     | 7  | Hidenori Isa            | Japonia                  | 1:02:33,2 | 6 (1+1+2+2)  | +8:10,2  |
| 64.     | 50 | David Leoni             | Kanada                   | 1:02:37,8 | 6 (0+2+3+1)  | +8:14,8  |
| 65.     | 16 | Marian Blaj             | Rumunia                  | 1:02:38,8 | 6 (0+3+2+1)  | +8:15,8  |
| 66.     | 75 | Indrek Tobreluts        | Estonia                  | 1:02:43,6 | 5 (1+2+1+1)  | +8:20,6  |
| 67.     | 65 | Tatsumi Kasahara        | Japonia                  | 1:02:44,6 | 5 (2+1+0+2)  | +8:21,6  |
| 68.     | 84 | Kristaps Lībietis       | Łotwa                    | 1:03:13,4 | 4 (2+1+1+0)  | +8:50,4  |
| 69.     | 71 | Janez Ožbolt            | Słowenia                 | 1:03:18,5 | 5 (2+2+0+1)  | +8:55,5  |
| 70.     | 10 | Dimitri Borovik         | Estonia                  | 1:03:25,8 | 5 (2+1+2+0)  | +9:02,8  |
| 71.     | 72 | Alaksandr Syman         | Białoruś                 | 1:03:31,4 | 7 (2+3+1+1)  | +9:08,4  |
| 72.     | 62 | Grzegorz Bodziana       | Polska                   | 1:03:39,6 | 5 (0+2+1+2)  | +9:16,6  |
| 73.     | 11 | Aleksandr Czerwiakow    | Kazachstan               | 1:03:56,4 | 6 (1+3+1+1)  | +9:33,4  |
| 74.     | 88 | Priit Viks              | Estonia                  | 1:04:08,1 | 5 (2+2+0+1)  | +9:45,1  |
| 75.     | 53 | Krzysztof Pływaczyk     | Polska                   | 1:04:12,9 | 4 (1+0+2+1)  | +9:49,9  |
| 76.     | 37 | Simon Hallenbarter      | Szwajcaria               | 1:04:37,0 | 8 (3+1+1+3)  | +10:14,0 |
| 77.     | 34 | Imre Tagscherer         | Węgry                    | 1:05:11,1 | 7 (1+3+1+2)  | +10:48,1 |
| 78.     | 85 | Shin’ya Saitō           | Japonia                  | 1:05:29,4 | 8 (2+2+3+1)  | +11:06,4 |
| 79.     | 69 | Edgars Piksons          | Łotwa                    | 1:06:12,5 | 7 (4+1+1+1)  | +11:49,5 |
| 80.     | 12 | Luis Alberto Hernando   | Hiszpania                | 1:06:54,4 | 7 (2+2+0+3)  | +12:31,4 |
| 81.     | 39 | Park Yun-bae            | Korea Południowa         | 1:07:03,4 | 6 (0+3+2+1)  | +12:40,4 |
| 82.     | 36 | Cameron Morton          | Australia                | 1:07:03,7 | 7 (1+2+1+3)  | +12:40,7 |
| 83.     | 30 | Miro Ćosić              | Bośnia i Hercegowina     | 1:08:32,7 | 7 (1+3+1+2)  | +14:09,7 |
| 84.     | 17 | Sebastián Beltrame      | Argentyna                | 1:09:24,3 | 9 (1+2+4+2)  | +15:01,3 |
| 85.     | 27 | Aleksandar Milenković   | Serbia i Czarnogóra      | 1:10:36,3 | 9 (1+3+1+4)  | +16:13,3 |
| 86.     | 29 | Marco Zúñiga            | Chile                    | 1:11:02,5 | 5 (1+1+1+2)  | +16:39,5 |
| 87.     | 40 | Stawros Christoforidis  | Grecja                   | 1:13:13,3 | 11 (4+2+1+4) | +18:50,3 |
| DNS     | 26 | Mihail Gribușencov      | Mołdawia                 | DNS       | DNS          | DNS      |
| DSQ     | 78 | Wolfgang Perner         | Austria                  | DSQ       | DSQ          | DSQ      |